# Mayu Sasaki
Mayu Sasaki (佐々木 繭, Sasaki Mayu), née le 12 janvier 1993, est une joueuse internationale de football japonaise.

## Biographie
Le 2 juin 2016, elle fait ses débuts avec l'équipe nationale japonaise contre l'équipe des États-Unis. Elle compte 8 sélections en équipe nationale du Japon entre 2016 à 2017.

## Statistiques
Le tableau ci-dessous présente les statistiques de Mayu Sasaki en équipe nationale
| Équipe du Japon | Équipe du Japon | Équipe du Japon |
| Année           | Matchs          | Buts            |
| --------------- | --------------- | --------------- |
| 2016            | 3               | 0               |
| 2017            | 5               | 0               |
| Total           | 8               | 0               |